# Четверушкин, Борис Николаевич
Бори́с Никола́евич Четверушкин (род. 26 января 1944 года, Москва) — советский и российский математик, действительный член Российской академии наук, член Президиума РАН, доктор физико-математических наук, профессор. Директор Института прикладной математики им. М. В. Келдыша РАН (2005—2015).

## Биография
Родился 26 января 1944 года в Москве.
В 1960 году окончил среднюю школу № 170 в Москве.
В 1966 году окончил Московский физико-технический институт (факультет управления и прикладной математики). Учился в аспирантуре МФТИ.
Кандидат физико-математических наук (1971). Тема кандидатской диссертации: «Моделирование задач динамики излучающего газа» (научный руководитель А. А. Самарский).
Доктор физико-математических наук (1981). «Математическое моделирование задач динамики излучающего газа».
В 1988 присвоено учёное звание профессора.
В 2000 году избран членом-корреспондентом РАН.
В 2011 году избран академиком РАН (Отделение математических наук (специальность «Математика, в том числе прикладная математика»).
С 1968 года работал в Институте прикладной математики АН СССР, с 1968 по 1990 год — в Институте прикладной математики М. В. Келдыша АН СССР, с 1990 года зам. директора, с 1998 по 2009 год — директор Института математического моделирования РАН. Затем — директор Института прикладной математики им. М. В. Келдыша РАН (до 2015 года).
Преподаёт на факультете вычислительной математики и кибернетики МГУ имени М. В. Ломоносова, заведует кафедрой вычислительных методов ВМК МГУ.
Член редколлегии журналов РАН «Математическое моделирование» и «Журнал вычислительной математики и математической физики».
Среди учеников Б. Н. Четверушкина около 30 кандидатов и 5 докторов наук.

## Область научных интересов
Решения с помощью математического моделирования задач высокотемпературной газовой динамики, физики плазмы; изучение схем течений вязкого газа и жидкости, процессов горения; разработка вычислительных алгоритмов с использованием параллельных вычислительных систем.

## Награды, премии, почётные звания
- Орден Дружбы (11 июня 2016 года) — за достигнутые трудовые успехи, активную общественную деятельность и многолетнюю добросовестную работу[3]
- Премия имени А. Н. Крылова РАН (совместно с В. Ф. Тишкиным, за 2001 год) — за работу «Математическое моделирование неустановившихся газодинамических течений с помощью многопроцессорных вычислительных систем»
- Золотая медаль имени М. В. Келдыша РАН (2021) — за выдающиеся результаты в области прикладной математики и механики
- Почётное звание «Заслуженный деятель науки Российской Федерации» (2000) — за заслуги в научной деятельности[4]
- Медаль «В память 850-летия Москвы» (1997)

## Труды
Б. Н. Четверушкин — автор более 300 научных публикаций, включая монографии.

### Книги
- Решение одномерных задач радиационной газовой динамики / Б. Н. Четверушкин. — Москва : б. и., 1978. — 60 с. : ил.; 20 см. — (Препринт / Ин-т прикл. математики АН СССР; № 44).
- Математическое моделирование задач динамики излучающего газа / Б. Н. Четверушкин. — М.: Наука, 1985. — 303,[1] с. : ил.; 21 см.
- Kinetically finite difference schemes and their application to transitional flow prediction // Experimentation, modeling and computation in flow, turbulence and combustion. Ed by Chetverushkin B. N. Wiley, 1995;
- Кинетически-согласованные схемы в газовой динамике : Новая модель вяз. газа, алгоритмы, парал. реализация, прил. / Б. Н. Четверушкин. — М. : Изд-во Моск. ун-та, 1999. — 230, [1] с. : ил.; 22 см; ISBN 5-211-04165-8
- Кинетические схемы и квазигазодинамическая система уравнений / Б. Н. Четверушкин. — М. : МАКС Пресс, 2004 (Отпеч. в ООО МАКС Пресс). — 328 с. : ил.; 21 см. — (Прикладная математика и информатика).; ISBN 5-317-00974-X
- Проект NuFuSE и разработка РМГД-методик для предсказательного моделирования процессов в энергетических термоядерных устройствах / Б. Н. Четверушкин [и др.]. — Москва : ИПМ им. М. В. Келдыша РАН, 2014. — 24 с. : цв. ил.; 21 см. — (Препринт / Ин-т прикладной математики им. М. В. Келдыша Российской акад. наук, ISSN 20712898; № 5 за 2014 г.).
- Модель академика А. А. Самарского : избранные статьи. Очерки. Документы / составление и редакция: Б. Н. Четверушкин [и др.]. — Москва : МАКС Пресс, 2019. — 415 с. : ил., портр., факс., цв. ил., портр.; 25 см; ISBN 978-5-317-6177-7 : 150 экз.

### Избранные статьи
- Высокопроизводительные многопроцессорные вычислительные системы: проблемы использования и подготовки кадров // Вестник РАН, 2000, т. 72, № 9, с. 786—794.